# Dypsis hildebrandtii
Dypsis hildebrandtii är en enhjärtbladig växtart som först beskrevs av Henri Ernest Baillon, och fick sitt nu gällande namn av Odoardo Beccari. Dypsis hildebrandtii ingår i släktet Dypsis och familjen Arecaceae. IUCN kategoriserar arten globalt som nära hotad. Inga underarter finns listade i Catalogue of Life.